# Danius
Danius  est un roi légendaire de l’île de Bretagne (actuelle Grande-Bretagne), dont l’ « histoire » est rapportée par Geoffroy de Monmouth dans son Historia regum Britanniae (vers 1135).

## Contexte
Dan ou Daned (en gallois), dénommé Danius, est le fils de Sisillius [Seisyll] et succède à son frère Kinarius [Cynfarch ap Seisyll ap Cuhelyn]. Son « histoire » est racontée par Geoffroy de Monmouth. De sa relation avec une concubine, nommée Tangustela [Tangwystl], il laisse un fils Morvidus [Morudd] qui lui succède et aurait régné de 341 à 336 av. J.-C.. Le Brut y Brenhinedd (en) ("la Chronique des Rois" de Geoffroy de Monmouth) rapporte les mêmes informations en utilisant les formes de noms entre crochets [ ].

## Source
- (en) Peter Bartrum, A Welsh classical dictionary: people in history and legend up to about A.D. 1000, Aberystwyth, National Library of Wales, 1993 (ISBN 9780907158738), DAN ap SEISYLL. (Fictitious). (284-274 B.C.)